# Halfnelson (album)
Halfnelson è un album in studio degli Sparks, pubblicato nel 1971 come Halfnelson. Primo album in studio degli Sparks, venne riedito nel 1972 con il nome Sparks.

## Descrizione
La musica dell'album è un art pop dall'umorismo tongue-in-cheek che attinge a Alice Cooper. Halfnelson si rivelò un flop, una sorte toccata anche al seguente A Woofer in Tweeter's Clothing (1973).

## Tracce
1. Wonder Girl – 2:21
2. Fa La Fa Lee – 2:53
3. Roger – 2:37
4. High C – 3:13
5. Fletcher Honorama – 4:15
6. Simple Ballet – 3:53
7. Slowboat – 3:54
8. Biology 2 – 3:10
9. Saccharin and the War – 4:02
10. Big Bands – 4:16
11. (No More) Mr. Nice Guys – 5:49

## Formazione
- Russell Mael - voce
- Ron Mael - tastiere, pianoforte, organo
- Earle Mankey - chitarra, voce
- Jim Mankey - basso
- Harley Feinstein - batteria